# Igreja da Santa Cruz (Varsóvia)
A igreja da Santa Cruz (em polonês Kościół św. Krzyża, também Kościół świętokrzyski) é um local de culto católico romano no centro da cidade de Varsóvia. Localizada na Krakowskie Przedmieście, diretamente em frente ao campus principal da Universidade de Varsóvia, é uma das mais notáveis igrejas barrocas da capital da Polônia. É atualmente administrada pelos Frades Missionários de São Vicente de Paulo.
Num dos pilares desta igreja foi sepultado o coração do compositor e pianista Fryderyk Franciszek Chopin, em 1849. Seu corpo foi sepultado em Paris.